# بيتر لوندبيرغ
بيتر لوندبيرغ (بالفنلندية: Peter Lundberg)‏ (15 أبريل 1981 في فنلندا - ) هو مدرب كرة قدم ولاعب كرة قدم فنلندي في مركز الهجوم. لعب مع نادي ماريهامن وIF Finströms Kamraterna ‏ وRynninge IK ‏.

## وصلات خارجية
- بيتر لوندبيرغ على موقع قاعدة بيانات كرة القدم.إي يو (الإنجليزية)
- بيتر لوندبيرغ على موقع ناشيونال فوتبول تيمز (الإنجليزية)
- بيتر لوندبيرغ على موقع Soccerway.com (الإنجليزية)
- بيتر لوندبيرغ على موقع عالم كرة القدم.نت (الإنجليزية)